# Johnny Bower
Pour les articles homonymes, voir Bower.
Temple de la renommée : 1976
Temple de la renommée LAH : 2006
John William Bower (né le 8 novembre 1924 à Prince Albert dans la province de la Saskatchewan au Canada et mort le 26 décembre 2017 à Mississauga dans la province de l'Ontario au Canada) est un joueur professionnel canadien de hockey sur glace ayant évolué au poste de gardien de but.

## Carrière
Après avoir servi dans l'armée canadienne durant la Seconde Guerre mondiale en Angleterre de 1940 à 1944, Bower revient jouer pour l'équipe junior de sa ville natale, les Black Hawks de Prince Albert. Il poursuit sa carrière l'année suivante dans la Ligue américaine de hockey et après n'avoir joué qu'un seul match avec la franchise des Reds de Providence, il rejoint l'équipe des Barons de Cleveland où il effectuera la majeure partie de sa carrière en LAH. En huit saisons, il remporte trois coupes Calder (1948, 1951 et 1953) et le trophée Harry-« Hap »-Holmes du gardien avec la plus petite moyenne de buts encaissés en 1952.
Les Rangers de New York de la Ligue nationale de hockey l'accueillent pour la saison 1953-1954 de la LNH mais il est à nouveau cédé en ligue mineure la saison suivante. Il remporte sa quatrième et dernière coupe Calder en 1956 avec les Reds de Providence. Cette même année, il gagne le trophée Les-Cunningham du meilleur joueur de la saison pour la première de ses trois fois consécutives. En 1957 et 1958, en plus du trophée Cunningham, il remporte à nouveau le trophée Holmes. 
En 1958, il est réclamé par les Maple Leafs de Toronto, franchise avec laquelle il terminera sa carrière au plus haut niveau. Au cours de ses onze saisons complètes dans la LNH avec la franchise canadienne, il remporte le trophée Vézina du meilleur gardien de but en 1961 et 1965 et gagne la coupe Stanley à quatre reprises (dont trois consécutives) en  1962, 1963, 1964 et 1967.
Au cours de la saison 1964-1965, il garde le filet de Toronto avec un autre futur membre du temple de la renommée, Terry Sawchuk, avec qui il partagera d'ailleurs cette année-là le trophée Vézina.
En 1969, Johnny devient le plus vieux gardien de but à participer à des séries éliminatoires de la Coupe Stanley à 44 ans, 4 mois et 28 jours. Il joue son dernier match fin 1969 avant d'annoncer sa retraite en mars 1970.
En 1976, il est élu au Temple de la renommée du hockey. En 1998, il est nommé au 87e rang des 100 plus grands joueurs de hockey de l'histoire par le magazine « The Hockey News ». En 2006, la LAH décide elle aussi de l'honorer et il est admis à son tout nouveau temple de la renommée en compagnie de sept autres personnalités.
Il meurt le 26 décembre 2017 à l'âge de 93 ans des suites d'une pneumonie dans un hôpital de Mississauga, une ville située en banlieue de Toronto.
En 2017, il est nommé parmi les 100 plus grands joueurs de la LNH à l'occasion du centenaire de la ligue.

## Statistiques
| Saison     | Équipe                       | Ligue      |     | Saison régulière | Saison régulière | Saison régulière | Saison régulière | Saison régulière | Saison régulière | Saison régulière | Saison régulière | Saison régulière | Saison régulière |    | Séries éliminatoires | Séries éliminatoires | Séries éliminatoires | Séries éliminatoires | Séries éliminatoires | Séries éliminatoires | Séries éliminatoires | Séries éliminatoires | Séries éliminatoires |
| Saison     | Équipe                       | Ligue      | PJ  | V                | D                | Pr/N             | Min              | BC               | Moy              | % Arr            | Bl               | Pun              | PJ               | V  | D                    | Min                  | BC                   | Moy                  | % Arr                | Bl                   | Pun                  |                      |                      |
| 1944-1945  | Black Hawks de Prince Albert | LHJS       | 10  | 5                | 4                | 1                | 630              | 27               | 2,57             |                  | 0                |                  | 3                | 0  | 3                    | 180                  | 23                   | 7,67                 |                      | 0                    |                      |                      |                      |
| 1945-1946  | Reds de Providence           | LAH        | 1   | 0                | 1                | 0                | 48               | 4                | 5                |                  | 0                |                  | -                | -  | -                    | -                    | -                    | -                    | -                    | -                    |                      |                      |                      |
| 1945-1946  | Barons de Cleveland          | LAH        | 41  | 18               | 17               | 6                | 2 460            | 160              | 3,9              |                  | 4                |                  | -                | -  | -                    | -                    | -                    | -                    | -                    | -                    |                      |                      |                      |
| 1946-1947  | Barons de Cleveland          | LAH        | 40  | 22               | 11               | 7                | 2 400            | 124              | 3,1              |                  | 3                |                  | -                | -  | -                    | -                    | -                    | -                    | -                    | -                    |                      |                      |                      |
| 1947-1948  | Barons de Cleveland          | LAH        | 31  | 18               | 6                | 6                | 1 880            | 83               | 2,65             |                  | 1                |                  | -                | -  | -                    | -                    | -                    | -                    | -                    | -                    |                      |                      |                      |
| 1948-1949  | Barons de Cleveland          | LAH        | 37  | 23               | 9                | 5                | 2 200            | 127              | 3,43             |                  | 3                |                  | 5                | 2  | 3                    | 329                  | 23                   | 4,19                 |                      | 0                    |                      |                      |                      |
| 1949-1950  | Barons de Cleveland          | LAH        | 61  | 38               | 15               | 8                | 3 660            | 201              | 3,3              |                  | 5                |                  | 9                | 4  | 5                    | 548                  | 27                   | 2,96                 |                      | 0                    |                      |                      |                      |
| 1950-1951  | Barons de Cleveland          | LAH        | 70  | 44               | 21               | 5                | 4 280            | 213              | 2,99             |                  | 5                |                  | 11               | 8  | 3                    | 703                  | 32                   | 2,73                 |                      | 0                    |                      |                      |                      |
| 1951-1952  | Barons de Cleveland          | LAH        | 68  | 44               | 19               | 5                | 4 110            | 165              | 2,41             |                  | 3                |                  | 5                | 2  | 3                    | 300                  | 17                   | 3,4                  |                      | 0                    |                      |                      |                      |
| 1952-1953  | Barons de Cleveland          | LAH        | 61  | 40               | 19               | 2                | 3 680            | 155              | 2,53             |                  | 6                |                  | 11               | 7  | 4                    | 745                  | 21                   | 1,69                 |                      | 4                    |                      |                      |                      |
| 1953-1954  | Rangers de New York          | LNH        | 70  | 29               | 31               | 10               | 4 200            | 178              | 2,54             |                  | 5                |                  | -                | -  | -                    | -                    | -                    | -                    | -                    | -                    |                      |                      |                      |
| 1954-1955  | Rangers de New York          | LNH        | 5   | 2                | 2                | 1                | 300              | 13               | 2,6              |                  | 0                |                  | -                | -  | -                    | -                    | -                    | -                    | -                    | -                    |                      |                      |                      |
| 1954-1955  | Canucks de Vancouver         | WHL        | 63  | 30               | 25               | 8                | 3 780            | 171              | 2,71             |                  | 7                |                  | 5                | 1  | 4                    | 300                  | 16                   | 3,2                  |                      | 0                    |                      |                      |                      |
| 1955-1956  | Reds de Providence           | LAH        | 61  | 45               | 14               | 2                | 3 710            | 174              | 2,81             |                  | 3                |                  | 9                | 7  | 2                    | 540                  | 23                   | 2,56                 |                      | 0                    |                      |                      |                      |
| 1956-1957  | Rangers de New York          | LNH        | 2   | 0                | 2                | 0                | 120              | 6                | 3,01             |                  | 0                |                  | -                | -  | -                    | -                    | -                    | -                    | -                    | -                    |                      |                      |                      |
| 1956-1957  | Reds de Providence           | LAH        | 57  | 30               | 19               | 8                | 3 501            | 138              | 2,37             |                  | 4                |                  | 5                | 1  | 4                    | 300                  | 15                   | 3                    |                      | 0                    |                      |                      |                      |
| 1957-1958  | Barons de Cleveland          | LAH        | 64  | 37               | 23               | 3                | 3 870            | 140              | 2,17             |                  | 8                |                  | -                | -  | -                    | -                    | -                    | -                    | -                    | -                    |                      |                      |                      |
| 1958-1959  | Maple Leafs de Toronto       | LNH        | 39  | 15               | 17               | 7                | 2 340            | 106              | 2,72             |                  | 3                |                  | 12               | 5  | 7                    | 747                  | 38                   | 3,05                 |                      | 0                    |                      |                      |                      |
| 1959-1960  | Maple Leafs de Toronto       | LNH        | 66  | 34               | 24               | 8                | 3 954            | 177              | 2,64             |                  | 5                |                  | 10               | 4  | 6                    | 645                  | 31                   | 2,88                 |                      | 0                    |                      |                      |                      |
| 1960-1961  | Maple Leafs de Toronto       | LNH        | 58  | 33               | 15               | 10               | 3 480            | 145              | 2,5              |                  | 2                |                  | 3                | 0  | 3                    | 180                  | 8                    | 2,67                 |                      | 0                    |                      |                      |                      |
| 1961-1962  | Maple Leafs de Toronto       | LNH        | 59  | 31               | 18               | 10               | 3 540            | 151              | 2,56             |                  | 2                |                  | 10               | 6  | 3                    | 579                  | 20                   | 2,07                 |                      | 0                    |                      |                      |                      |
| 1962-1963  | Maple Leafs de Toronto       | LNH        | 42  | 20               | 15               | 7                | 2 520            | 109              | 2,6              |                  | 1                |                  | 10               | 8  | 2                    | 600                  | 16                   | 1,6                  |                      | 2                    |                      |                      |                      |
| 1963-1964  | Maple Leafs de Toronto       | LNH        | 51  | 24               | 15               | 11               | 3 008            | 106              | 2,11             |                  | 5                |                  | 14               | 8  | 6                    | 850                  | 30                   | 2,12                 |                      | 2                    |                      |                      |                      |
| 1964-1965  | Maple Leafs de Toronto       | LNH        | 34  | 13               | 13               | 8                | 2 040            | 81               | 2,38             |                  | 3                |                  | 5                | 2  | 3                    | 321                  | 13                   | 2,43                 |                      | 0                    |                      |                      |                      |
| 1965-1966  | Maple Leafs de Toronto       | LNH        | 35  | 18               | 10               | 5                | 1 996            | 75               | 2,26             |                  | 3                |                  | 2                | 0  | 2                    | 120                  | 8                    | 4,03                 |                      | 0                    |                      |                      |                      |
| 1966-1967  | Maple Leafs de Toronto       | LNH        | 27  | 12               | 8                | 3                | 1 428            | 63               | 2,65             |                  | 2                |                  | 4                | 2  | 0                    | 184                  | 5                    | 1,63                 |                      | 1                    |                      |                      |                      |
| 1967-1968  | Maple Leafs de Toronto       | LNH        | 43  | 14               | 17               | 7                | 2 230            | 84               | 2,26             |                  | 4                |                  | -                | -  | -                    | -                    | -                    | -                    | -                    | -                    |                      |                      |                      |
| 1968-1969  | Maple Leafs de Toronto       | LNH        | 20  | 5                | 4                | 3                | 777              | 37               | 2,86             |                  | 2                |                  | 4                | 0  | 2                    | 153                  | 11                   | 4,33                 |                      | 0                    |                      |                      |                      |
| 1969-1970  | Maple Leafs de Toronto       | LNH        | 1   | 0                | 1                | 0                | 60               | 5                | 5                |                  | 0                |                  | -                | -  | -                    | -                    | -                    | -                    | -                    | -                    |                      |                      |                      |
| Totaux LNH | Totaux LNH                   | Totaux LNH | 552 | 250              | 192              | 90               | 31 989           | 1 336            | 2,51             |                  | 37               |                  | 74               | 35 | 34                   | 4 376                | 180                  | 2,47                 |                      | 5                    |                      |                      |                      |